# Isotima variegata
Isotima variegata är en stekelart som beskrevs av Jonathan 1980. Isotima variegata ingår i släktet Isotima och familjen brokparasitsteklar. Inga underarter finns listade i Catalogue of Life.